# Patissa sordidalis
Patissa sordidalis là một loài bướm đêm trong họ Crambidae.